# Berneuil (Haute-Vienne)
Berneuil is een gemeente in het Franse departement Haute-Vienne (regio Nouvelle-Aquitaine) en telt 430 inwoners (1999). De plaats maakt deel uit van het arrondissement Bellac.

## Geografie
De oppervlakte van Berneuil bedraagt 26,1 km², de bevolkingsdichtheid is 16,5 inwoners per km².
De onderstaande kaart toont de ligging van Berneuil (Haute-Vienne) met de belangrijkste infrastructuur en aangrenzende gemeenten.

## Demografie
Onderstaande figuur toont het verloop van het inwonertal (bron: INSEE-tellingen).